# Бетані (Орегон)
Бетані (англ. Bethany) — переписна місцевість (CDP) в США, в окрузі Вашингтон штату Орегон. Населення — 31 350 осіб (2020).

## Географія
Бетані розташоване за координатами 45°33′42″ пн. ш. 122°50′20″ зх. д. / 45.56167° пн. ш. 122.83889° зх. д. (45.561786, -122.838918).  За даними Бюро перепису населення США в 2010 році переписна місцевість мала площу 13,32 км², уся площа — суходіл. В 2017 році площа становила 14,10 км², уся площа — суходіл.

## Демографія
Згідно з переписом 2010 року, у переписній місцевості мешкало 20 646 осіб у 7205 домогосподарствах у складі 5579 родин. Густота населення становила 1550 осіб/км².  Було 7673 помешкання (576/км²).
Расовий склад населення:
| - 60,4 % — білих - 31,7 % — азіатів - 1,7 % — чорних або афроамериканців - 0,3 % — корінних американців - 0,2 % — вихідців з тихоокеанських островів - 1,5 % — осіб інших рас |

До двох чи більше рас належало 4,1 %. Частка іспаномовних становила 5,1 % від усіх жителів.
За віковим діапазоном населення розподілялося таким чином: 32,3 % — особи молодші 18 років, 58,7 % — особи у віці 18—64 років, 9,0 % — особи у віці 65 років та старші. Медіана віку мешканця становила 36,0 року. На 100 осіб жіночої статі у переписній місцевості припадало 94,2 чоловіків;  на 100 жінок у віці від 18 років та старших — 89,6 чоловіків також старших 18 років.
Середній дохід на одне домашнє господарство  становив 129 713 долари США (медіана — 116 535), а середній дохід на одну сім'ю — 142 708 доларів (медіана — 128 525). Медіана доходів становила 103 555 доларів для чоловіків та 67 141 долар для жінок. За межею бідності перебувало 2,5 % осіб, у тому числі 0,8 % дітей у віці до 18 років та 1,3 % осіб у віці 65 років та старших.
Цивільне працевлаштоване населення становило 10 231 осіб. Основні галузі зайнятості: виробництво — 28,4 %, освіта, охорона здоров'я та соціальна допомога — 24,9 %, науковці, спеціалісти, менеджери — 12,8 %, роздрібна торгівля — 9,1 %.